# رسالة من بدوي
رسالة من بدوي هو الديوان الثاني للشاعر السعودي بدر بن عبد المحسن بن عبد العزيز آل سعود، صدرت الطبعة الأولى في عام 1990 

## نماذج من قصائد الديوان
| رسالة من بدوي | مثل النخيل خلقت أنا و هامتي فوق ما عتدت أنا احني قامتي إلا فصلاتي عاري جسد والليل هتّان وبروق دفاي أنا والبرد سمل العباتي | رسالة من بدوي |